# Nanorana polunini
Nanorana polunini är en groddjursart som först beskrevs av Smith 1951.  Nanorana polunini ingår i släktet Nanorana och familjen Dicroglossidae. IUCN kategoriserar arten globalt som livskraftig. Inga underarter finns listade i Catalogue of Life.